# Liste der Naturschutzgebiete im Main-Taunus-Kreis
Im hessischen Main-Taunus-Kreis bestehen die in der nachfolgenden Tabelle aufgelisteten Naturschutzgebiete. Für die Ausweisung von Naturschutzgebieten bis zu einer Größe von 5 Hektar ist die Untere Naturschutzbehörde beim Landkreis zuständig, für größere Gebiete die Obere Naturschutzbehörde beim Regierungspräsidium Darmstadt.
| Name                                     | Bild | Kennung              | Einzelheiten                                                                                                   | Position | Fläche Hektar | Datum |
| ---------------------------------------- | ---- | -------------------- | --- | -------- | ------------- | ----- |
| Rossert - Hainkopf - Dachsbau            |      | 1436001 WDPA: 82443  | OSM-Link zur Kartendarstellung: „Rossert - Hainkopf - Dachsbau“                                                | ⊙        | 118,96        | 1977  |
| Daisbachwiesen bei Bremthal              |      | 1436003 WDPA: 81503  | OSM-Link zur Kartendarstellung: „Daisbachwiesen bei Bremthal“                                                  | ⊙        | 23,21         | 1983  |
| Massenheimer Kiesgruben                  |      | 1436004 WDPA: 164580 | Hochheim am Main OSM-Link zur Kartendarstellung: „Massenheimer Kiesgruben“                                     | ⊙        | 17,17         | 1986  |
| Weilbacher Kiesgruben                    |      | 1436005 WDPA: 166216 | Flörsheim am Main OSM-Link zur Kartendarstellung: „Weilbacher Kiesgruben“                                      | ⊙        | 57,37         | 1986  |
| Krebsmühlwiesen bei Hofheim              | BW   | 1436006 WDPA: 164246 | OSM-Link zur Kartendarstellung: „Krebsmühlwiesen bei Hofheim“                                                  | ⊙        | 5,48          | 1987  |
| Kickelbach von Fischbach                 |      | 1436007 WDPA: 164061 | OSM-Link zur Kartendarstellung: „Kickelbach von Fischbach“                                                     | ⊙        | 9,73          | 1987  |
| Hochheimer Mainufer                      |      | 1436008 WDPA: 163706 | OSM-Link zur Kartendarstellung: „Hochheimer Mainufer“                                                          | ⊙        | 13,55         | 1989  |
| Im Weiher bei Diedenbergen               | BW   | 1436009 WDPA: 163892 | OSM-Link zur Kartendarstellung: „Im Weiher bei Diedenbergen“                                                   | ⊙        | 10,97         | 1990  |
| Förstergrund von Kelkheim                |      | 1436010 WDPA: 163130 | OSM-Link zur Kartendarstellung: „Förstergrund von Kelkheim“                                                    | ⊙        | 15,92         | 1990  |
| Krebsbachtal bei Ruppertshain            |      | 1436011 WDPA: 164245 | Kelkheim (Taunus) OSM-Link zur Kartendarstellung: „Krebsbachtal bei Ruppertshain“                              | ⊙        | 85,92         | 1992  |
| Unteres Altenhainer Tal bei Bad Soden    |      | 1436013 WDPA: 166013 | OSM-Link zur Kartendarstellung: „Unteres Altenhainer Tal bei Bad Soden“                                        | ⊙        | 27,82         | 1995  |
| Hattersheimer Kiesgrube                  |      | 1436014 WDPA: 163556 | OSM-Link zur Kartendarstellung: „Hattersheimer Kiesgrube“                                                      | ⊙        | 5,67          | 1995  |
| Kassernbachtal bei Wallau                | BW   | 1436015 WDPA: 164034 | OSM-Link zur Kartendarstellung: „Kassernbachtal bei Wallau“                                                    | ⊙        | 13,5          | 1995  |
| Wickerbachaue von Flörsheim und Hochheim |      | 1436016 WDPA: 319327 | Flörsheim am Main, Hochheim am Main OSM-Link zur Kartendarstellung: „Wickerbachaue von Flörsheim und Hochheim“ | ⊙        | 39,17         | 1998  |
| Walterstein bei Lorsbach                 |      | 1436017 WDPA: 319284 | OSM-Link zur Kartendarstellung: „Walterstein bei Lorsbach“                                                     | ⊙        | 5,17          | 1999  |
| Wellbachtal bei Eppstein                 |      | 1436018 WDPA: 319309 | OSM-Link zur Kartendarstellung: „Wellbachtal bei Eppstein“                                                     | ⊙        | 7,15          | 1999  |
| Braubachtal bei Hornau                   |      | 1436019 WDPA: 318230 | Kelkheim (Taunus) OSM-Link zur Kartendarstellung: „Braubachtal bei Hornau“                                     | ⊙        | 3,72          | 2000  |
| Legende für Naturschutzgebiet            |      |                      | |          |               |       |

## Teilflächen
Ein weiteres Naturschutzgebiet liegt überwiegend, aber nicht vollständig im Main-Taunus-Kreis.
| Name                                            | Bild | Kennung              | Kreis                                                     | Einzelheiten                                                                      | Position | Fläche Hektar | Datum |
| ----------------------------------------------- | ---- | -------------------- | --------------------------------------------------------- | --------------------------------------------------------------------------------- | -------- | ------------- | ----- |
| Dattenbachtal zwischen Kröftel und Vockenhausen |      | 1436012 WDPA: 162710 | Rheingau-Taunus-Kreis, Main-Taunus-Kreis, Hochtaunuskreis | OSM-Link zur Kartendarstellung: „Dattenbachtal zwischen Kröftel und Vockenhausen“ | ⊙        | 90,93         | 1993  |
| Legende für Naturschutzgebiet                   |      |                      |                                                           |                                                                                   |          |               |       |